# IC 2065
IC 2065 је спирална галаксија у сазвјежђу Златна риба која се налази на листи објеката дубоког неба у Индекс каталогу.
Деклинација објекта је - 55° 55' 58" а ректасцензија 4h 21m 28,1s. Привидна величина (магнитуда) објекта IC 2065 износи 13,7 а фотографска магнитуда 14,6. IC 2065 је још познат и под ознакама ESO 157-21, IRAS 04204-5602, PGC 14943.